# Villa Meißner Straße 121 (Radebeul)
Die abgebrochene Villa in der Meißner Straße 121 lag im Stadtteil Serkowitz der sächsischen Stadt Radebeul. Sie wurde in den Jahren um 1860 errichtet und erhielt 1886 durch die ansässigen Baumeister Gebrüder Ziller einen Anbau. Das Villengebäude wurde im März 2014 abgerissen, der Nebenflügel bis zu den Erdgeschossmauern entkernt.

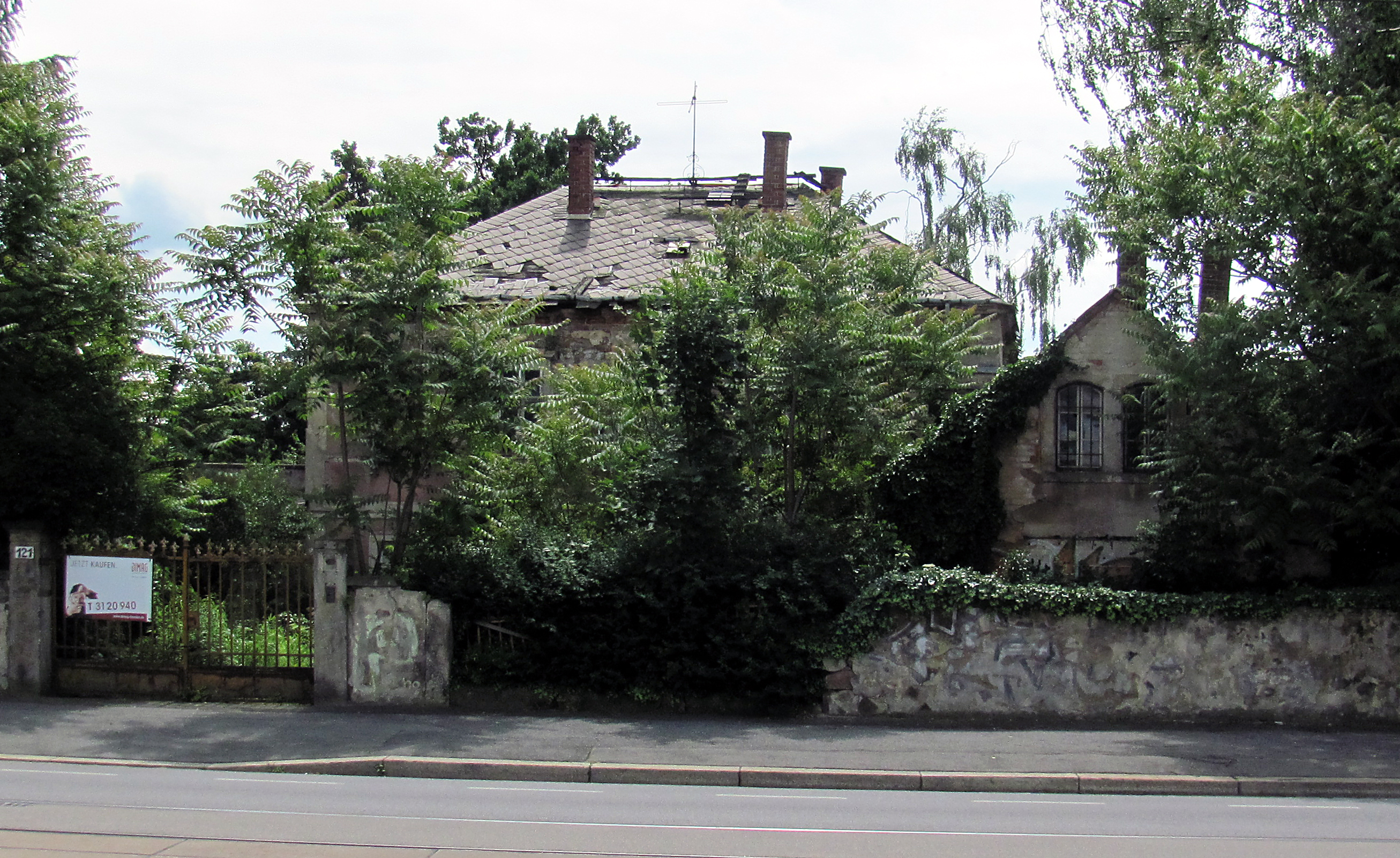
Villa Meißner Straße 121 (2013)

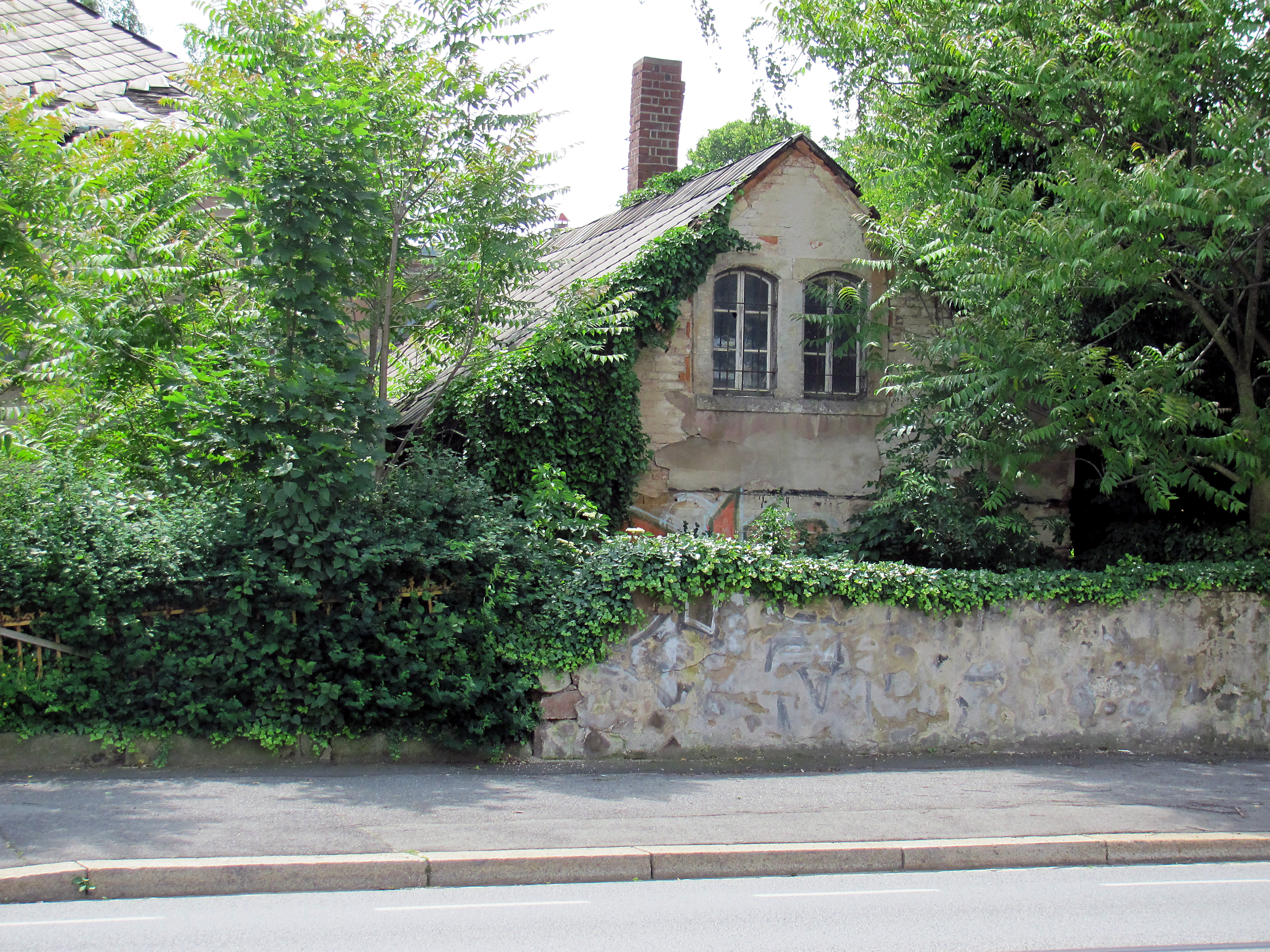
Nebengebäude Meißner Straße 121 (2013)

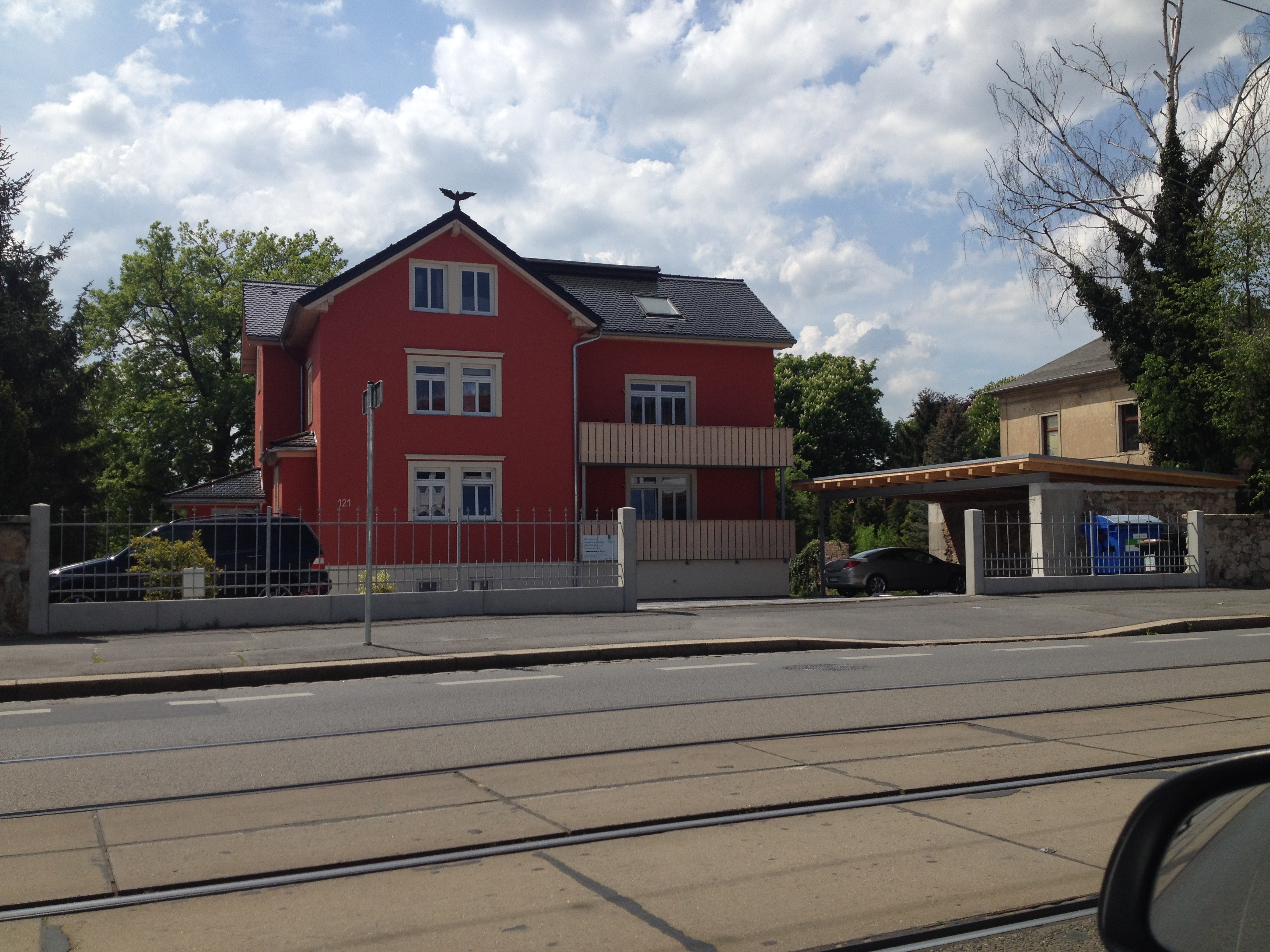
Neubau, rechts im Carport die Reste der historischen Nebengebäudewand

## Beschreibung
Die zweigeschossige, im Jahr 2012 mit Nebengebäude und Einfriedung unter Denkmalschutz stehende landhausartige Villa war ein „schlichter [und] wohlproportionierter“ Putzbau mit einem verschieferten Walmdach. Die Fassaden wurden durch Ecklisenen eingefasst und durch Gesimse gegliedert.
Die Fenster in der fünfachsigen, traufständigen Straßenansicht waren regelmäßig gereihte Rechteckfenster mit profilierten Gewänden, im Obergeschoss mit horizontalen Verdachungen sowie Konsolen an den Sohlbänken; im Erdgeschoss befand sich mittig die Eingangstür.
Auf der südlichen Rückseite des Wohnhauses stand mittig ein Risalit mit Rundbogenfenstern, obenauf eine Attika. Vor dem 2014 abgebrochenen Gebäude befand sich westlich an der Straße giebelständig ein eingeschossiger Flügel mit Satteldach, der im Juli 2014 bis zu den Erdgeschossmauern abgetragen war.
Im Juni 2015 steht dort auf dem Grundstück ein Neubau.